# ISO 3166-2:CR
ISO 3166-2:CR
この記事は、ISOの3166-2規格の内、CRで始まるものの一覧であり、コスタリカの州のコードである。コスタリカの7つの州すべてをカバーしている。
はじめの「CR」はISO 3166-1によるコスタリカの国名コード。その後に続くアルファベットがそれぞれの州を表している。

## コード

コスタリカの地図

| コード | 地域名         | スペイン語表記 |
| ------ | -------------- | -------------- |
| CR-A   | アラフエラ州   | Alajuela       |
| CR-C   | カルタゴ州     | Cartago        |
| CR-G   | グアナカステ州 | Guanacaste     |
| CR-H   | エレディア州   | Heredia        |
| CR-L   | リモン州       | Limón          |
| CR-P   | プンタレナス州 | Puntarenas     |
| CR-SJ  | サンホセ州     | San José       |